# Epsilon Crateris
Désignations
Epsilon Crateris (ε Crt) est une étoile géante de la constellation australe de la Coupe. Elle est visible à l'œil nu avec une magnitude apparente de 4,83. D'après la mesure de sa parallaxe annuelle par le satellite Hipparcos, l'étoile est distante d'environ ∼ 376 a.l. (∼ 115 pc) de la Terre.
Epsilon Crateris est une étoile géante rouge de type spectral K4III. Sa masse est proche de celle du Soleil, mais elle est âgée autour de neuf milliards d'années, si bien qu'elle a terminé sa vie sur la séquence principale et qu'elle a évolué en se refroidissant et s'étendant. Son rayon est ainsi environ 34 fois plus grand que le rayon solaire, sa température de surface est de 4 010 K et elle est 391 fois plus lumineuse que le Soleil. L'étoile apparaît appauvrie en métaux, c'est-à-dire en éléments plus lourds que l'hélium, avec une abondance en fer qui ne vaut que 44 % celle du Soleil.